# Kanzleramt Records
Kanzleramt ist ein 1994 in Bad Nauheim von Bernhard und Heiko Laux gegründetes Plattenlabel. Die Ausrichtung war ein neuer elektronischer Musikstil im Bereich Techno. Anfangs veröffentlichte Kanzleramt nur 12" Schallplatten in relativ kleinen Stückzahlen. 1998 erschien das erste Album auch als erste Kanzleramt-CD Reality to Midi von Johannes Heil. 1998 erfolgte der Umzug nach Berlin-Kreuzberg.

## Künstler
- Heiko Laux (Gründer)
- Johannes Heil
- Diego
- Sammy Dee
- Anthony Rother (auch als PSI Performer)
- Alexander Kowalski
- Christian Morgenstern
- Dave Ellesmere
- DJ Slip
- Goldwave
- Torsten Litschko
- DeSantis
- Damon Wild
- Ray Kajioka
- Double X (A. Kowalski, T.Litschko)
- Timeblind
- Richard Bartz